# Ramos (apellido)
Ramos es un apellido castellano de origen toponímico, derivado del vocablo «ramo». Es muy popular en toda España, Portugal, Filipinas e Iberoamérica.

## Origen
El apellido Ramos tiene un origen toponímico, es decir, que se basó en el nombre del lugar de su portador inicial. De esta forma, el apellido Ramos identificaba en un principio, a una persona procedente de los varios lugares de España. En cuanto a la etimología y significado del nombre Ramos, este deriva a su vez del vocablo «ramo», que tiene su raíz en el latín ramus con la acepción de «rama de segundo orden, o conjunto natural o artificial de flores, ramas o hierbas».
Es una creencia muy extendida que este apellido, lo mismo que muchos otros muchos apellidos españoles, es de origen sefardí, puesto que aparece en las listas de sospechosos investigados por la Inquisición española por «judaizar» (practicar el judaísmo en secreto). Esta creencia, sin embargo, es errónea, e incurre en lo que se conoce como «el mito de los apellidos judíos». La realidad es que los apellidos que figuran en las listas de la Inquisición son los más corrientes en la península ibérica de la época, y por tanto también los más habituales entre los sospechosos que investigaba la Inquisición. En realidad, no existen apellidos españoles que denoten un origen judío o judeo-converso